# Драксельсрід
Драксельсрід (нім. Drachselsried) — громада в Німеччині, розташована в землі Баварія. Підпорядковується адміністративному округу Нижня Баварія. Входить до складу району Реген.
Площа — 41,73 км2. Населення становить 2434 ос. (станом на 31 грудня 2020).